# Liste der Monuments historiques in Dangolsheim
Die Liste der Monuments historiques in Dangolsheim führt die Monuments historiques in der französischen Gemeinde Dangolsheim auf.

## Liste der Objekte
| Bezeichnung                | Beschreibung                  | Standort                         | Kennzeichnung | Schutzstatus | Datum | Bild           |
| -------------------------- | ----------------------------- | -------------------------------- | ------------- | ------------ | ----- | -------------- |
| Orgel                      | 1848 von Joseph Stiehr gebaut | in der Kirche St-Pancrace (Lage) | PM67001005    | Classé       | 1981  | weitere Bilder |
| Instrumentalteil der Orgel | 1848 von Joseph Stiehr gebaut | in der Kirche St-Pancrace (Lage) | PM67000046    | Classé       | 1981  | weitere Bilder |